# 자경농지에 대한 양도소득세 면제 사건
자경농지에 대한 양도소득세 면제 사건(2003헌바2)은 구 조세특례제한법 제69조 제1항 위헌소원에 대한 대한민국 헌법재판소 판례이다.

## 사실관계
청구인은 자경하여 오던 농지를 다른 이에게 양도하였는데, 서대전 세무서장은 구 조세특례제한법 제69조 제1항이 정한 거주요건을 갖추지 못하여 양도소득세 면제대상에 해당하지 않는다는 이유로 양도소득세 부과처분을 하였다. 이에 청구인은 위 부과처분에 대한 취소소송 중에 법 제69조 제1항 제1호에서 "대통령령이 정하는 바에 따라 농지소재지에 거주하는 거주자"라는 요건을 둠으로써 조세법률주의, 포괄위임금지 등에 위반되고 거주자와 비거주자를 차별하여 평등원칙에 위반되면, 기타 거주, 이전의 자유와 재산권을 침해하고 경자유전의 원칙에 위배된다고 주장하며 위헌심판제청신청을 하였는데 기각되자 헌법소원심판을 청구하였다.

## 이유

### 포괄위임금지 및 조세법률주의 위반 여부
대통령령에서 "농지소재지에 거주하는 거주자"로 규정될 범위는 자경한다고 볼 수 있는 통작 가능한 거리에 생활의 근거지를 둔 자의 범위 내에서 정해질 것임은 누구라도 예측할 수 있으므로 조세법률주의 위반이 아니다.

### 조세평등주의 위반 여부
외지인의 농지투기를 방지하고 조세부담을 덜어 줌으로써 농업, 농촌의 활성화를 도모하는 것이고, 이는 농업의 보호와 지원을 규정한 헌법 제123조 제1항에 비추어 볼 때 정당하다.

### 거주⋅이전의 자유의 침해 여부
거주를 이전하는 것을 직접적으로 제한하는 내용의 규정이라고 볼 수 없다.

### 경자유전원칙의 침해 여부
외지인의 농지투기를 방지하고 조세부담을 덜어주어 농촌을 활성화하는 데 입법목적이 있으므로 원칙위배가 아니다.

### 재산권의 침해 여부
수익적 입법의 시혜대상에서 제외되었다는 이유만으로 재산권 침해가 생기는 것은 아니고, 시혜적 입법의 시혜대상이 될 경우 얻을 수 있는 재산상 이익의 기대가 성취되지 않았다고 하여도 그러한 단순한 재산상 이익의 기대는 헌법이 보호하는 재산권의 영역에 포함되지 않는다.

### 결론
어느 것도 위반되지 않는다.

## 같이 보기
- 양도소득세